# 圖哈切夫斯基案
图哈切夫斯基案（Дело Тухачевского），官方正式名稱為托派反苏军事组织案（俄语：дело троцкистской антисоветской военной организации），是1937年的一场针对苏联红军高级军官的秘密审判，为大清洗的一部分。

## 历史
图哈切夫斯基案是秘密审判的，不同於莫斯科审判的公開审判。这个案件通常被认为是大清洗中的一场重要审判。苏联元帅米哈伊尔·图哈切夫斯基，以及高级军官约纳·亚基尔、伊耶罗尼姆·乌博列维奇、罗伯特·埃德曼、奥古斯特·科尔克、维托夫特·普特纳、鲍里斯·费尔德曼、维塔利·普里马科夫、雅科夫·加马尔尼克被指控参与反苏阴谋而被获准予以逮捕，其中雅科夫·加马尔尼克在被捕前自杀。其余的所有人，都在1937年6月11日晚上至12日的时候受到苏联最高法院特别法庭的秘密审判，被判处死刑并立即执行。
此特别法庭由瓦西里·乌尔里希主持，参与审判的包括元帅瓦西里·布柳赫尔、谢苗·布琼尼，以及红军指挥官雅科夫·阿尔克斯尼斯、鲍里斯·沙波什尼科夫、伊万·别洛夫、帕维尔·德边科、尼古拉·卡希林五人。除了乌尔里希、布柳赫尔、布琼尼和沙波什尼科夫以外，其他参与审判的人员后来都遭到了清洗。
1937年5月22日起圖哈切夫斯基元帥、雅基爾、烏波列維奇、科爾克、普特納、埃德羅、費爾德曼、普里馬科夫等著名將領相繼遭到逮捕，5月31日掌管全軍政治工作的副人民委員加馬爾尼克自殺身亡。根據《斯大林肅反秘史》，當時突然宣布出入克林姆林宮的通行證全部作廢，部隊進入戒備狀態。6月11日蘇聯報紙刊出一則簡短的政府通告說圖哈切夫斯基元帥和其他七名紅軍將領因充當外國間諜遭到逮捕，12日上午報紙上官方通告說審判已結束，軍事法庭是由一批高級將領組成，全體被告已經全部槍決。斯大林在審判前幾天召開政治局緊急會議，由國防人民委員伏羅希洛夫做了關於揭露紅軍中陰謀集團的報告，隨後根據斯大林的命令秘密槍殺。伏羅希洛夫說葉若夫的人未經任何請示就把他們斃了，連拖延一小時都不行。伏羅希洛夫也自身難保，竟然放任這些叛徒滲透紅軍高層內部，傳聞一度指出伏羅希洛夫也因「疏忽大意罪」而遭到逮捕。圖哈切夫斯基等人被處死後，內務人民委員葉若夫才將布瓊尼元帥、勃柳赫爾元帥等高級將領召到內務部開會，通報圖哈切夫斯基的「陰謀」，並要求他們在預先準備好的「法庭判決書」上簽字。在不到一年時間內，審判過圖哈切夫斯基元帥的「法官」也相繼遭到逮捕未經審判槍斃滅口，分別是空軍司令阿爾克斯尼斯元帥、遠東軍區司令勃柳赫爾元帥、列寧格勒軍區司令德賓科、白俄羅斯軍區司令別洛夫、北高加索軍區司令卡什林。
此次审判随即引发的是苏联对红军的大规模清洗。1938年9月，国防人民委员克利缅特·伏罗希洛夫报告称，在红军中共有37,761名军官和政委被开除军籍，10,868人被捕，7,211人被控犯有反苏罪行。